# Ши, Майкл (писатель)
Майкл Ши (англ. Michael Shea; 1946—2014) — американский писатель, автор литературных произведений в жанре фэнтези, ужасов и научной фантастики. Дважды лауреат Всемирной премии фэнтези (1983, 2005).

## Биография
Родился 3 июля 1946 года в Калвер-Сити, пригороде Лос-Анджелеса, в семье ирландцев. Посещал Калифорнийский университет в Лос-Анджелесе и Университет в Беркли. Из-за любви к дикой природе часто бывал в Венис-Бич и Болдуин-Хилс. Позже, путешествуя автостопом, исколесил США и Канаду. Однажды в отеле городка Джуно (штат Аляска) случайно заметил на полке потрёпанную книгу «Глаза чужого мира» (The Eyes of the Overworld) Джека Вэнса. Четыре года спустя, после короткого первого брака и года путешествий автостопом по Франции и Испании, он, в знак уважения к писателю, создал авторизованное продолжение — роман A Quest for Simbilis («В поисках Симбилиса», 1974) и любезно предложил Вэнсу разделить успех своей книги. В последующие годы Ши пребывал в окрестностях Лос-Анджелеса, занимался малярным делом и обучением английскому языку в вечерней школе для взрослых. В 1978-м познакомился со своей второй женой Линн Сезар, талантливой художницей, в браке с которой у него родилось двое детей — Адель и Джейкоб. Переехав в район Сан-Франциско, вплоть до 1987 года перепробовал различные занятия: работал языковым инструктором, строительным рабочим, служащим ночлежки. Писательская слава пришла к Ши в 1980-е, когда почти ежегодно стали выходить из печати его произведения. Вместе с семьёй он обосновался в городе Хилдсберг, округ Сонома, где и прожил оставшиеся годы. Скоропостижно скончался 16 февраля 2014 года.

## Творчество
Роман A Quest for Simbilis 1974 года, ставший первым опубликованным произведением Ши, явился официальным сиквелом второй книги Джека Вэнса «Глаза чужого мира» (The Eyes of the Overworld) из серии «Умирающая Земля» (The Dying Earth), который затем начал противоречить продолжению, написанному самим Вэнсом. Пять лет спустя, в августе 1979-го, Ши опубликовал рассказ The Angel of Death, а в декабре 1980-го — рассказ The Autopsy, номинированный на премии «Хьюго» и «Небьюла». Следующие его публикации — новелла (повесть) Poliphemus (август 1981-го) и рассказ That Frog (апрель 1982-го). В 1982 же году Ши представил свою вторую книгу — сборник из четырёх связанных между собой повестей «Ниффт Проныра» (Nifft the Lean). Ниффт показал, что писатель развил экзотический стиль Вэнса и Кларка Эштона Смита, а также изобретательность Фрица Лейбера. В 1983 году книга была удостоена Всемирной премии фэнтези как лучший роман года. 
Работы Ши пересекаются с жанрами научной фантастики и фэнтези. Интерес Ши к «Мифам Ктулху» сохранялся на протяжении всей его карьеры. Многие из них вошли в сборник «Copping Squid and Other Mythos Tales » (2010). В 1984-м вышел роман Ши «Цвет вне времени», — дань уважения рассказу «Цвет из иных миров» Лавкрафта, а в 1985-м — роман In Yana, the Touch of Undying — о тщетных поисках бессмертия в выдуманной стране. В 1987 году издательством «Arkham House» был опубликован «Poliphemus» — сборник рассказов в духе научной фантастики и ужасов. Писатель продолжил приключения Ниффта в 1997-м, в книге «The Mines of Behemoth», 14 лет спустя после публикации первого романа-сборника об этом герое, и в 2000-м — в романе «The A’Rak».
Первая публикация Майкла Ши на русском языке состоялась в 2004-м. Тогда в серии «Элита» вышла книга под названием «Рыбалка в море демонов», включавшая роман-сборник «Ниффт Проныра» (Nifft the Lean) и его продолжение — «Гнездо Горной Королевы» (The Mines of Behemoth). А в июне 2007 года  издательство «Азбука» выпустило дальнейшее продолжение фэнтезийной истории про Ниффта «Восьмая нога бога» (в оригинале — The A’Rak).
Истории о Ниффте созданы по стандартной модели жанра «меч и магия», в духе Джека Вэнса, для которой характерно оригинальное описание мира демонов, использующее смесь страха, цветистого слога и грубоватого юмора. В произведениях Ши фэнтези нередко пересекается с научной фантастикой: например, демоны и инопланетные эндопаразиты могут удивительным образом уживаться в одном мире. Пожалуй, главный талант Майкла Ши — это его безудержная фантазия. В предисловии к «Ниффту» Тим Пауэрс отметил: «Начиная с этого момента, вот с этой страницы, просто сойди с ума». И действительно, прогуливаясь с автором по берегу Моря Демонов, невольно спрашиваешь себя: а мог ли обычный человек написать нечто подобное?